# 社交抑制
社交抑制（Social inhibition） 是指個人在意识或潛意識中逃避或避免社會關係的情況。高社交抑制的人會避開那些否定自身感覺或表達的情況與情境。社交抑制與行為、外貌、社會關係或特定的討論有關， 並透過了社會評價、社交焦慮、社會迴避與脫離對社交抑制產生影響。社交抑制還可以描述抑制愤怒、限制社交行為、不願面對新事物以及長時間拖延與陌生人互動等情形。除了高社交抑制的狀況，一般人也可能會在某些因人而異的特定狀況下或多或少的產生低程度的社交抑制。社交抑制也與大腦的認知模式、社交焦慮的內化組成因子有關。

## 背景
社交抑制的範疇包含社交場合的一般性抑制反應以及病理學上等級的抑制，其相關的心理疾病像是社會焦慮與社會恐懼症。生活中的事件是社交抑制是否產生、抑制水平高低的重要決定因子 。巴克等人在實驗室中進行了探討日常生活中社會抑制的研究。 研究人員觀察個體與不同的刺激間如何進行互動和交流。 在這項研究中，有一些女性參與者被稱為“發送者（senders）”她們觀看了12種情緒負荷的刺激。 而另一些被稱為「接收者（received）」的參與者則必須猜測發送者觀看了那些情緒負荷的刺激。 而發送者在觀看刺激的時候可能是獨自一人、與朋友或是與陌生人一同觀看。 該研究的結果顯示，當發送者與陌生人在一起時會對溝通產生抑制作用，而與朋友在一起時則會產生一些刺激作用，並對其他人產生抑制作用 。這樣的結果顯示如無論是朋友或是陌生人都可能在日常生活中產生抑制。 且抑制可以取決於一個人一天之中對社會不同線索的敏感度。 Gable等人的研究中則探討了參與者的日常生活紀錄，該紀錄是由參與者在一天結束時記下該日所發生的事件。 並測定了參與者的行为激活系统（behavioral activation system）和行为抑制系统（behavioral inhibition system）。 結果顯示，報告較多負面事件與負面影響的個體，會具有更高的敏感性，並影響行為抑制系統。

## 表達規則與社交抑制
表達也可能因為對社交情況的焦慮或是對簡單表達規則（Display rules）的顧慮而被抑制或壓制。 Yarczower和Daruns關於表達的社會抑制研究將表達抑制定義為「個人因某人存在或某些焦慮情況下，抑制自身面部行為。」 他們並認為人們都在兒童時期學習表達規則，並且人們被告知在什麼情況下該如何進行表達。 然後随着年龄的增长，人們也會因為社会化而不再透過面部表達强烈的情绪。 然而，減少使用面部表達情緒會成為溝通的阻礙。 另一方面來看，也使得臉部在社交互動中成為一種低可靠性的社交線索。 Friedmen and Miller-Herringer在重度情緒抑制的個體研究中加入了非語言表達。他們指出，如果沒有適當的情感表達，將可能無法理解彼此的情緒狀態，而使得社交互動更為困難。社會抑制中也有四種常見的非理性認知模式：
- 自尊心與完美主義：在这些情况下，个人会抑制自己並自我批评，因為他們希望所做的一切都是"正确的"。
- 不切實際的認同需求：這樣的人需要他人的認同，並且害怕被拒絕，特別是他們有太多表達時。
- 對侵略性與自信心的過度壓抑：許多人將侵略性與自信心視為一種負面因子，並且他們認為如果展現了這樣的行為他們也同樣會被貼上負面标签。
- 批評者：這種模式通常是從自尊心與完美主義者分離出來的， 他們會對他人非常的挑剔，如同他們對自我的要求一樣。

害羞與低情緒調節以及高負面情緒有關，在许多情况下害羞會使得社交抑制大幅度的增加。

## 臨床觀點
雖然社交抑制是生活中很尋常的一部分，但也不能忽視個體的高度社會抑制。 高度的社會抑制可能是一些心理障礙的前兆。  Essex等人發現，長期的高社會抑制可能基於一些早期的風險因素。 在这项研究中，由母亲、教师及儿童自身描述了儿童的行为抑制作用。 並從這些描述中進行探討，認為早期嬰兒期和學齡前由母親而來的壓力以及行為抑制的表現是導致社交抑制的因子 。在嚴重的情況下，可能需要透過臨床治療來改善社交抑制或由社交抑制產生的社交障礙。
一些藥物，像是苯二氮䓬类（一種精神藥物）可以減少短時間的社交抑制，酒精也可以達到相似的作用。兒童產生社交抑制的主要跡象包含：停止遊玩、長時間的拖延接觸陌生人，恐懼和消極的負面情況以及尋求安全感 。高社交抑制可能進一步產生社交障礙，例如社交焦虑症和社交恐惧症。